# Haarlemmerliede en Spaarnwoude
Haarlemmerliede en Spaarnwoude là một đô thị ở tỉnh Noord-Holland của Hà Lan.

## Các trung tâm dân cư
Đô thị Haarlemmerliede en Spaarnwoude bao gồm các trung tâm dân cư sau: Haarlemmerliede,  Halfweg, Penningsveer, Spaarndam (một phần), Spaarnwoude, Vinkebrug.

## Lịch sử
Đô thị này được lập ngày 8 tháng 9 năm 1857 thông qua việc sáp nhập các đô thị Haarlemmerliede và Spaarnwoude.
Ngày 22 tháng 9 năm 1863, Houtrijk en Polanen và Zuidschalkwijk được chuyển vào đô thị này , và Zuidschalkwijk sau đó được chuyển vào thành phố Haarlem.
Trong quá trình xây dựng kênh đào Biển Bắc (hoàn thành năm 1867), một phần lớn khu vực vịnh IJ đã được đắp đập để làm đất lấn biển, làm tăng đáng kể diện tích đô thị này. Nhưng Haarlemmerliede en Spaarnwoude lại mất phần lớn diện tích cho các thành phố Haarlem và Amsterdam vào các năm 1927, 1963, và 1970.

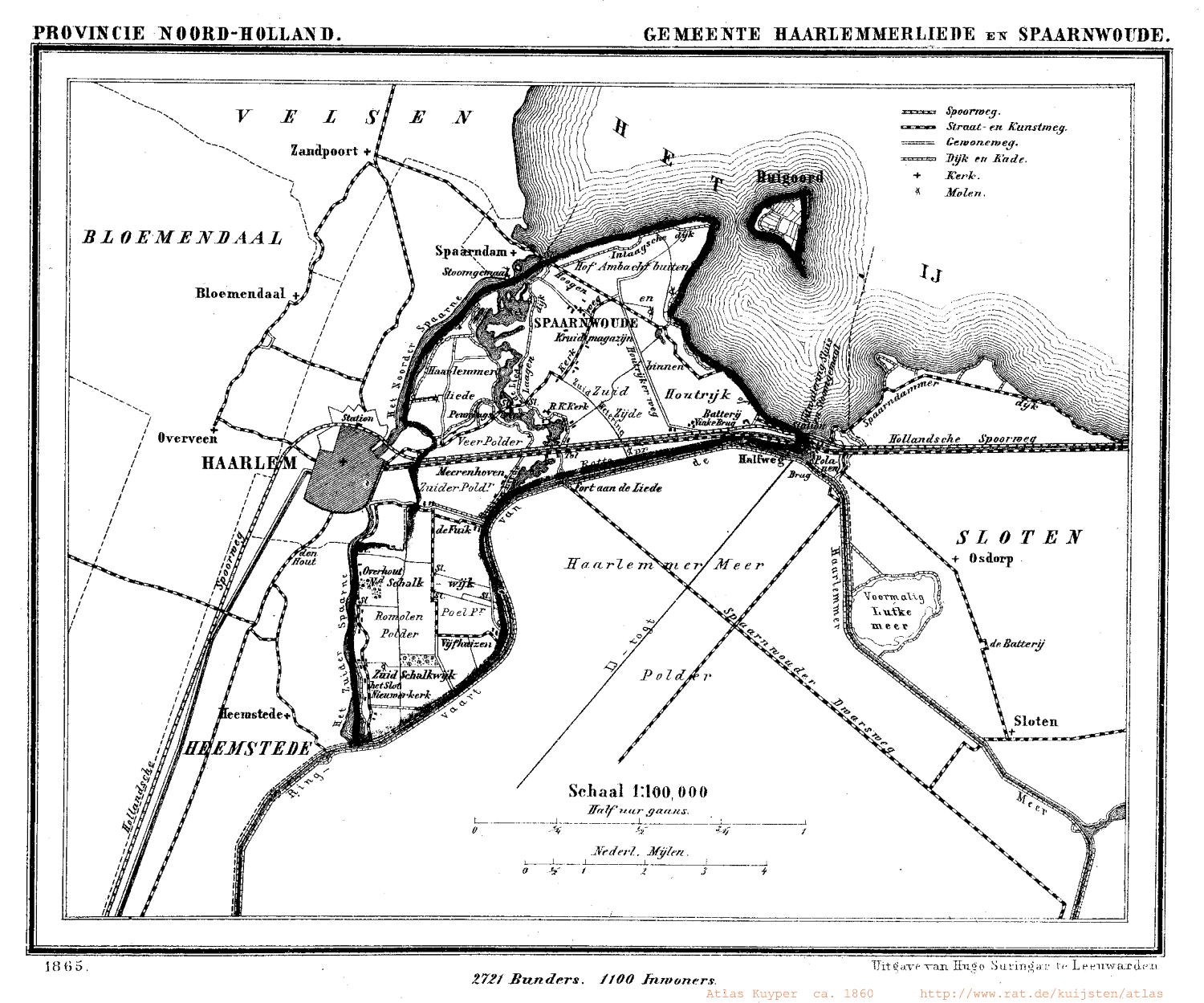
Haarlemmerliede en Spaarnwoude năm 1865.